# Тимчасова інструкція Генеральному секретаріатові

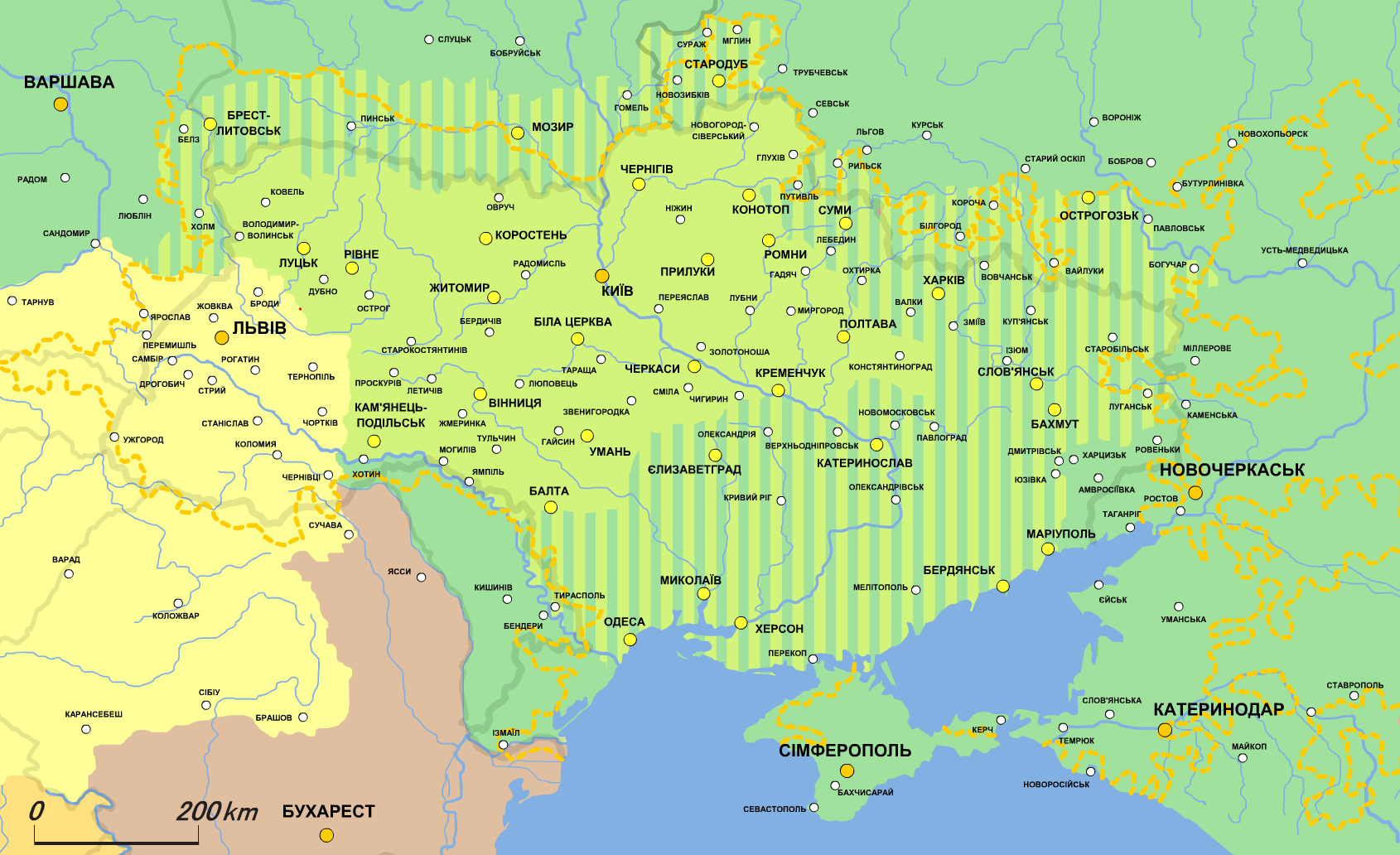
Карта Української автономії (1918.VIII.17):
Територія України на яку згідно з «Тимчасової інструкції» поширювалися повноваження Генерального секретаріату
Претензії Генерального Секретаріату
Межі проживання українців
Російська Імперія
Австро-Угорська Імперія
Румунське королівство
Сербія

Тимчасова інструкція Генеральному Секретаріатові Тимчасового уряду в Україні (офіційно - Тимчасова інструкція Генеральному Секретаріатові Тимчасового уряду на Україні) — інструкція, яку видав Тимчасовий уряд Росії Генеральному секретаріату УЦР—УНР 4 серпня 1917. Ця інструкція фактично перекреслювала усі попередні домовленості між Центральною Радою та Тимчасовим урядом. Після бурхливих триденних дебатів Центральна Рада була примушена прийняти інструкцію.

## Головні положення
- Генеральний Секретаріат мав стати органом тимчасового уряду
- Генеральний секретаріат мав складатися із 7-ми секретарів: внутрішніх справ, фінансів, землеробства, освіти, торгівлі і промисловості, праці, з національних справ, генерального контролера та генерального писаря.
- Повноваження Генерального секретаріату суттєво обмежувалися. З його компетенції вилучалися військова та харчова справа, міжнародні зносини, пошта та телеграф, права призначення посадових осіб тощо.
- Правочинність Генерального секретаріату поширювалася лише на п'ять з дев'яти українських губерній: Київську, Волинську, Подільську, Полтавську, Чернігівську.